# Long Beach (British Columbia)
Long Beach ist der größte und längste Strand im Pacific Rim National Park Reserve an der Westküste von Vancouver Island, British Columbia, Kanada. Er liegt an der Wickaninnish Bay zwischen Tofino (NW) und Ucluelet (SO) und grenzt an Camping- und Picknickplätze. Der British Columbia Highway 4 verläuft parallel zum gesamten Strand. Die konstante Brandung des Strandes, der dem offenen Pazifik ausgesetzt ist, hat ihn zu einem der frühesten und beliebtesten Surfgebiete in British Columbia gemacht.

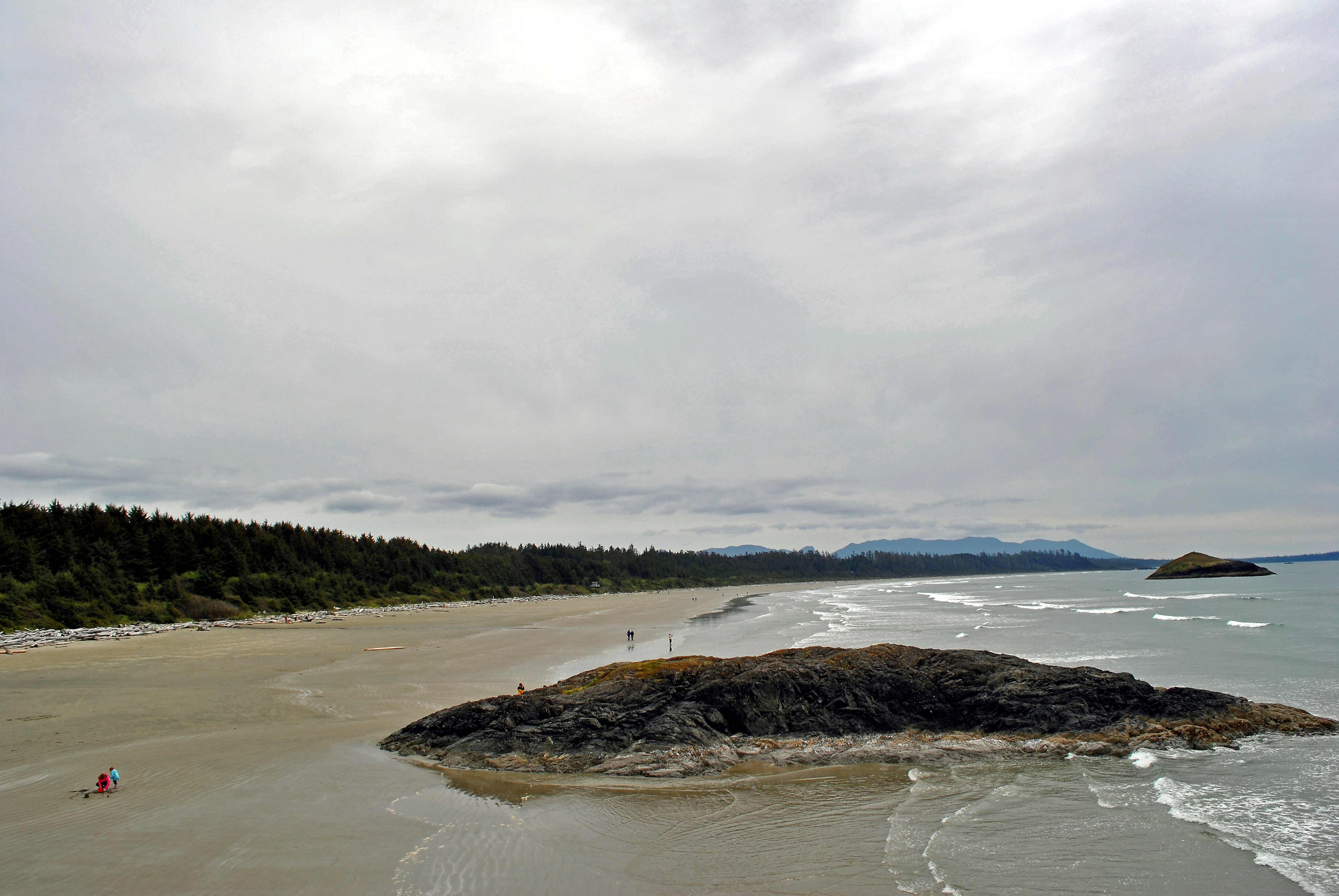
Long Beach, Vancouver Island

In der Gezeitenzone des Strandes Long Beach befinden sich felsige Inseln, die nur bei Ebbe erreichbar sind. Wenn die Flut hoch ist, sind die Inseln entweder von Wasser umgeben oder werden vom Wellengang getroffen. Des Weiteren gibt es gefährliche Brandungsrückströme rund um die größeren Inseln und teilweise weiter entfernt im offenen Meer. Unbeaufsichtigtes Schwimmen wird als riskant und gefährlich angesehen. Aufgrund dessen ist der Zugang zum Strand bei starkem Unwetter eingeschränkt. Auffällig angebrachte Schilder warnen vor der Gefahr, den Strand bei Flut zu betreten. An Küste als Treibholz herumliegende Holzstämme können unerwartet durch Wellen in Bewegung gesetzt und an höher gelegene Bereiche des Strandes geschwemmt werden.
Der Strand ist Teil des Clayoquot Sound Biosphere Reserve, einem von der UNESCO anerkanntem Biosphärenreservat.